# 黎巴嫩山战争
黎巴嫩山战争是黎巴嫩内战第三阶段（1982年至1983年）和第四阶段（1984年至1990年）期间的一场大规模冲突。冲突发生于黎巴嫩首都贝鲁特东南多山的乔福区。

## 背景
在1982年6月以色列入侵黎巴嫩之后，黎巴嫩国内以色列在基督教马龙派人口中的盟友“黎巴嫩长枪党”旗下的民兵组织“黎巴嫩力量”在巴希尔·杰马耶勒的领导下，试图在黎巴嫩扩大控制地盘。黎巴嫩力量试图利用以色列国防军在黎巴嫩境内的推进将部队推进到之前从未出现的地区。这些地盘扩张主要集中在居住有大量基督教农村人口的地区，比如位于贝鲁特东南山区的乔福区。
在长枪党领导、同时也是当选黎巴嫩总统的巴希尔·杰马耶勒在1982年9月遇刺身亡之后，黎巴嫩力量的军事委员会决定在当月月末黎巴嫩力量将攻入乔福区。黎巴嫩力量情报机构负责人伊莱亚·荷拜卡（Elie Hobeika）反对进入乔福区，但被委员会内的高级指挥官们驳回。在以色列国防军的战术支援下，黎巴嫩力量的作战部队在萨米尔·贾贾的领导下推进至乔福区西部基督教徒占主要人口的地区。萨米尔·贾贾在1983年1月被任命为黎巴嫩山省乔福-埃雷地区黎巴嫩力量的指挥官。在1983年年初，黎巴嫩力量成功在乔福区的多个重要城镇设立营区，比如Aley、Deir el-Qamar、Souk El Gharb、Kfar Matta、Bhamdoun和Kabr Chmoun等。但是这一行动使得黎巴嫩力量与当地的德鲁兹派发生冲突，德鲁兹派视黎巴嫩力量为入侵者。
自十九世纪六十年代以来，黎巴嫩境内的马龙派和德鲁兹派就是一对长期对手，当时一场血腥内战分裂了“黎巴嫩山酋长国（Mount Lebanon Emirate）”，而数千名基督教徒在内战中遭到德鲁兹派屠杀。这段重合在贾贾的马龙派武装试图用武力统治乔福区以清算历史旧账时被唤醒起来。在Kfar Matta据报道145名德鲁兹派平民被黎巴嫩力量杀害，而之后黎巴嫩力量与主要的德鲁兹派民兵组织“黎巴嫩社会进步党”（PSP）随即发生零星冲突。

### 黎巴嫩政府军的重建
巴希尔·杰马耶勒的哥哥阿明·杰马耶勒在9月21日继任黎巴嫩总统。这位新总统要求由美国、意大利、法国和英国军队组成的多国部队部署到贝鲁特及其周边地区以维护秩序。他还开始在美国和法国的帮助下重新组织和装备黎巴嫩军队。多国部队内的美国海军陆战队和法国外籍军团伞兵组成的小分队在年末武器运达黎巴嫩后，开始训练黎巴嫩的新兵。这种偏袒性的态度使得多国部队在黎巴嫩穆斯林眼中变得不再中立，因为黎巴嫩政府军并不是一支中立的、可以保护各教派利益的军队。事实上，黎巴嫩政府军几乎完全由基督教徒组成。在1982年10月初，在重新控制贝鲁特西部之后，黎巴嫩军队司令易卜拉欣·坦努斯对乔福区的态度发生转变，在10月18日政府军重新部署到了该地区。但是，政府军无法阻止基督教徒与德鲁兹派之间的冲突，主要的原因是以色列军队在该地区也有部署，使得黎巴嫩政府军的活动受到了限制。
11月，乔福区的战斗蔓延到了贝鲁特西南郊区，而在12月1日，PSP的领导人瓦利德·琼布拉特在一场针对他的汽车炸弹袭击中受伤。未遂暗杀发生之后，贝鲁特市内的摩擦也越来越多。12月20日，在Aley镇，黎巴嫩力量和PSP的武装分子在读发生交战，冲突一直持续到了1983年2月7日。在2月7日，德鲁兹派的武装占领了该镇，并将基督教的防御部队赶出了该镇。
4月18日，一名自杀式袭击者驾驶一辆满载着炸药的面包车冲入贝鲁特西部的美国大使馆，导致63人丧生。这其中包括中情局高级分析师罗伯特·C·阿姆斯（Robert C. Ames）和6名中情局黎巴嫩站工作人员。之前一支不为人所知的恐怖组织“伊斯兰圣战组织”（Islamic Jihad Organization, IJO）宣布对此次袭击负责。该组织是一个黎巴嫩什叶派恐怖组织，由伊朗支持，主要以叙利亚控制的贝卡谷地内的巴勒贝克附近地区为基地。这起袭击掀起了黎巴嫩境内一系列自杀式汽车炸弹袭击事件的序幕。.

### 5月17日协议
在六个月由美国主导的冗长谈判之后，黎巴嫩、以色列和美国政府的代表在1983年5月17日签订了一份撤军协议，这份协议被称为是“5月17日协定”。这份协定为黎巴嫩境内各支外国军队撤出黎巴嫩做了准备。但是，撤军协议的落实需要依靠和叙利亚的进一步的合作。但叙利亚既没有受邀参加谈判，在签订协议前也没有和叙利亚协商过。叙利亚对此很不满，通过拒绝撤出驻扎在黎巴嫩的3万名军队来否决了这份协议。包括穆斯林和基督徒在内的很多黎巴嫩人并不支持这份美国倡导的协议，因为协议中有很多以色列强加的涉及安全方面的条款，并且在协议中仿佛黎巴嫩是一个战败的国家。黎巴嫩的穆斯林还感到收到了威胁并且被边缘化了，因为杰马耶勒总统确信美国会给与政治和军事上的支持，所以回避了急需的政治改革。在现有的政治格局中，穆斯林政党和民兵组织缺乏话语权。

### 持续紧张的局势
由于“5月17日”饱受穆斯林团体的非议，针对杰马耶勒政权的政治上和军事上的压力在全国迅速上升。5月22日，在乔福区爆发了一系列冲突，德鲁兹派的黎巴嫩社会进步党开始将黎巴嫩力量从该地区残存的据点中驱逐出去。尽管以色列国防军在当地有很强大的军事存在，但以色列对介入黎巴嫩内部的教派冲突几乎没有兴趣，并且没有出面帮助他们的盟友“黎巴嫩力量”。
在1983年夏季，黎巴嫩的局势恶化成了敌对双方的恶斗，而多国部队被夹在了当中。以色列和叙利亚把部队更多的撤向了防御据点，并试图通过当地的代理人组织击败对手，而结果却大不相同。与此同时，黎巴嫩中央政府正计划在乔福区重新行使管辖权。7月9日至10日，政府军占领了位于贝鲁特东部山区的一处最近才被以色列军队放弃的观察哨。杰马耶勒和坦努斯将军希望能更进一步，将重组后的黎巴嫩政府军完全部署到该地区，表面上是想扮演一个黎巴嫩力量和社会进步党开之间的缓冲角色，这引起了德鲁兹派领导人瓦利德·琼布拉特反对这一行动，指责政府军只维护了黎巴嫩长枪党的利益，并在叙利亚物质上的帮助下重新组织和武装了社会进步党开的民兵组织。奇怪的是，以色列并没有对乔福区德鲁兹派武装的重建做出反应。

### 政府军与德鲁兹派的冲突
PSP与政府军的第一次冲突发生在7月14日，当时一支由以色列巡逻队同行的政府军分遣队遭到德鲁兹派游击队的伏击。在袭击中四名政府军士兵和两名德鲁兹派民兵丧生，而PSP还在18日、20日和23日炮击了贝鲁特东部的基督教社区，导致超过30人丧生，600人受伤。德鲁兹派还炮击了贝鲁特国际机场附近的美国海军陆战队阵地。虽然杰马耶勒总统指责叙利亚在背后支持了德鲁兹派武装的炮击，并威胁做出相应的回击，政府军和德鲁兹派武装相互的零星炮击仍一直持续到了8月末停火协议生效的时候。

### 贝鲁特地区政府军与阿迈勒运动的冲突
正当乔福区不断发生冲突时，在穆斯林占人口多数的贝鲁特西部局势也日趋紧张，最终在8月15日纳比·贝里领导下的什叶派组织“阿迈勒运动”与黎巴嫩政府军爆发全面冲突。虽然阿迈勒运动在持续两周的巷战后成功夺取了贝鲁特西部大部分地区，但在8月28日，贝鲁特南端多国部队的阵地附近再次发生了冲突并导致多名维和人员伤亡。黎巴嫩政府军的回击很快到来。两天之后黎巴嫩政府军在多国部队炮兵以及美国海军陆战队的AH-1眼镜蛇直升机的协助下成功发动反击，重新控制了穆斯林聚居区。

### 以色列军队撤离乔福区
为避免进一步卷入黎巴嫩国内冲突，当月以色列军队单方面从乔福区撤至更南端沿阿瓦利河布置的阵地，这使得黎巴嫩政府军得以重新该地区。这次出人意料的撤军使得德鲁兹派和基督教徒之间的缓冲区荡然无存，一些国际社会的分析人士认为以色列是故意想引发冲突以使得他们的基督教盟友能在该地区立足。在任何情况下，停火都不会超过1周，然后双方又会燃起新一轮的冲突。这使得德鲁兹派领导人瓦利德·琼布拉特在9月1日发表声明，宣称黎巴嫩的德鲁兹派正式与杰马耶勒政府宣战。“黎巴嫩山战争”爆发了。

## 战斗经过

### 1983年9月—以色列的撤军行动
9月3日，以色列国防军开始进行代号“里程碑”的第一阶段撤军行动，将部队从贝鲁特南大门及连接贝鲁特和大马士革高速公路的阵地撤出。在24小时内以色列军队已经在阿瓦利河以南重新部署完毕。黎巴嫩政府军快速向南部署，占领Khalde以及通往临近的贝鲁特国际机场的道路，但在Aley附近遭遇了麻烦。在Aley德鲁兹派民兵和黎巴嫩力量正在发生激烈冲突。

### 冲突双方的实力对比
此时，瓦利德·琼卜拉特手下拥有多达17000成员的德鲁兹派武装民兵已经成为一个军事联盟，汇集了300名来自德鲁兹派敌对人士Majeed Arslan手下的300名德鲁兹派武装分子，这些人由实力雄厚的Yazbaki家族领导;2000名由伊纳姆•拉德领导的叙利亚社会民族主义党民兵；3000名由逊尼派穆斯林Ibrahim Kulaylat领导的纳赛尔主义武装分子；来自黎巴嫩共产党旗下的“人民卫队”、由马龙派教徒Elias Atallah领导下的500名武装分子。此外，尽管没有加入联盟，但在贝鲁特西部的什叶派武装“阿迈勒运动”有能力动员10000名武装分子。阿迈勒运动和PSP领导下的军事联盟都得到了虽然谨慎但重要的支持：巴解组织和叙利亚军队，他们提供了后勤和炮兵支援。
黎巴嫩力量在乔福区拥有2500名轻装的基督教民兵，这些人基本上都在该区域主要城镇附近的驻防。还有2000名武装分子与黎巴嫩政府军一道部署在贝鲁特西部。黎巴嫩政府军将新组建的5支机械化步兵旅：第四旅、第五旅、第六旅、第七旅和第八旅，总计10000人的部队都归于坦努斯将军和黎巴嫩政府军参谋长、德鲁兹派人士Nadim al-Hakim将军的指挥下。这些部署在乔福区西部和贝鲁特东西两边的政府军能够得到多国部队旗下美军和法军部队的空中、炮兵和后勤支援。在这端以色列刚撤出乔福区的时期，黎巴嫩力量和政府军偶尔会并肩作战，但大部分时间他们都是对手。黎巴嫩力量和黎巴嫩政府之间缺乏合作主要是由于黎巴嫩力量的领导人由于阿明·杰马耶勒政治上的温和态度以及与穆斯林团体和巴勒斯坦领导人保持有友好关系而对他持不信任态度。

### 德鲁兹派武装的攻势
在最后一支以色列军队撤出乔福区之后，9月5日，德鲁兹派武装针对Deir el-Qamar, Kabr Chmoun和Bhamdoun的黎巴嫩力量和黎巴嫩军队的阵地发动了一场大规模攻势。尽管黎巴嫩力量在紧要关头收到了巴解组织的警告，但黎巴嫩力量的指挥官延误了时机，很晚才开始转移Deir el-Qamar附近村庄的基督教居民，但此时已经没有时间去转移所有的当地居民，而周围的郊区却实质上成为了不设防地带。黎巴嫩力量的驻防部队完全被猛烈的进攻打得措手不及，并且处于寡不敌众状态。黎巴嫩力量不顾一切地试图守住Bhamdoun的地盘，但他们只装备了一些一些接近报废状态的火炮、拖式导弹、装备有机枪和高炮的卡车以及装备有高射炮的装甲运兵车上，而他们的对手装备有苏制坦克、履带式或轮式的装甲运兵车、远程火炮和多管火箭炮。在这些装备都是叙利亚租借给他们的。
Bhamdoun在9月7日陷落，而在两天前Kabr Chmoun也被攻占了。这使得黎巴嫩力量被迫撤往Deir el-Qamar，那里有40000名基督教居民和难民，有1000名黎巴嫩力量武装分子把守。黎巴嫩力量的指挥官指责德鲁兹派武装劫掠了Bhamdoun并且在乔福区犯下了“空前的大屠杀”：德鲁兹派在当地进行了“恐怖的清洗政策”，以便将当地基督教人口赶出该地区。9月7日至13日，琼卜拉特的武装攻占了62座马龙派的村庄，屠杀了1500人并将另外50000人赶往贝鲁特东部和西部的山区。
9月12日，黎巴嫩军队被迫后撤以加强Souk El Gharb附近的阵地，而德鲁兹派武装随即填补了这一空隙。这使得德鲁兹派武装的炮兵可以将驻守贝鲁特机场的美国海军陆战队阵地纳入在直射范围内。而在9月15日，德鲁兹派武装及其盟友开始聚集在Souk El Gharb附近，准备发动攻势。

### Souk El Gharb战役
然而在Souk El Gharb和Khalde，与德鲁兹派民兵对抗的是黎巴嫩政府军而不是黎巴嫩力量。在之后的3天政府军的第八旅在米歇尔·奥恩上校的领导下承受着德鲁兹派的进攻，不顾一切地战斗以求守住该镇。重建后的黎巴嫩空军自黎巴嫩内战第一阶段（1975年至1977年）以来第一次被投入到战斗。他们使用一支由10架经过修复的、由英国制造的霍克“猎人”攻击机中队向乔福区被包围的政府军提供空中支援。由于黎巴嫩空军在里亚格的空军基地遭受过叙利亚军队的炮击，黎巴嫩空军只好使用朱拜勒附近Halat的简易机场。这座机场由美国建造，平时是沿海高速公路的一部分。在这场战斗中黎巴嫩空军的最后一次行动发生在9月17日。当时3架黎巴嫩空军的“猎人”攻击机在来自“克莱蒙梭”号航母的法国海军1个中队的“超军旗”战机的掩护下，试图轰炸德鲁兹派武装和叙利亚军队在乔福区的炮兵阵地。但是，德鲁兹派武装装备有9K32（SA-7）防空飛彈和高炮、一架“猎人”被9K32（SA-7）击落，但飞行员在飞机坠毁前成功在海上弹射，并被一艘美国海军军舰救起。第二架“猎人”被防空炮火打成重伤，艰难的在Halat简易机场迫降。第三架“猎人”没有返回基地，而是直接飞往英国皇家空军在塞浦路斯的亚克罗提利空军基地，在那里飞行员寻求政治避难。
在战斗中，美国海军军舰炮击了德鲁兹派武装阵地，并帮助黎巴嫩军队一直守住了该镇直到9月25日在大马士革一份非正式停火声明被宣布。而在当天，强大的美国海军新泽西号战列舰抵达了战区。虽然在战场上黎巴嫩政府军击败了德鲁兹派武装，但是对黎巴嫩政府军来说这是一场皮洛士式胜利，因为这场胜利标志着一次带有忏悔性质的分裂即将发生。在停火之前，黎巴嫩政府军参谋长以及以德鲁兹派为主的陆军第七旅指挥官哈基姆将军逃往PSP的控制区，但他没有承认他叛变了。  在Khalde和什叶派阿迈勒运动汇合之后，德鲁兹派民兵将第四旅向南逼退3.5英里至Damour郊外，德鲁兹派试图在Aley至贝鲁特南面Khalde附近的海岸构建一个突出部。第四旅遭到包围和重创，部队内的900名德鲁兹派成员外加60名军官和士官脱离了该部队加入了琼卜拉特的PSP或叙利亚社会民族主义党。而剩下的1000名成员逃往南部，越过了阿瓦利河，向以色列寻求保护，并遗留下了一些美制坦克和装甲车、吉普和弹药。在抵达赛达后，这些人坐船撤往贝鲁特东部，在那里他们被其他基督教徒为主的政府军部队收编。

### 日内瓦会谈
9月25日的停火暂时稳定了局势。杰马耶勒政府维持住了对贝鲁特西部的统治，阿迈勒运动也没有完全投入到冲突中，而琼卜拉特的PSP民兵武装仍驻扎在乔福区的山地中。黎巴嫩政府和反对派人士在沙特和叙利亚的支持下同意在瑞士日内瓦关于实现全国范围内和解的会谈。会议将由杰马耶勒总统主持，将讨论政治改革和“5月17日协定”。

### 美国的强硬态度
而在此时，美国政府已经完全接替了以色列，负责支持岌岌可危的黎巴嫩政府。在稍早前的9月14日，一批紧急援助用的武器被运给乔福区被围困的黎巴嫩政府军手上。这支政府军还得到了空中支援和美国海军新澤西號的支援。9月29日，位于贝鲁特东部的美国大使馆官邸遭到炮击。作为回应，驻扎在贝鲁特国际机场的美国海军陆战队分遣队使用155毫米M-198 榴弹炮支援黎巴嫩政府军。 在同一天，美国国会以绝对多数通过了一份决议，声明《战争权力决议》适用于黎巴嫩现在的局势，并批准美国军队在当地驻扎8个月。一支由超过12艘军舰组成的海军特遣队被调往黎巴嫩近海，另有2000名美国海军陆战队被调往该国。美国国防部声声称被调往地中海东岸的美国军队正在逐步增加，这些举措是为了“向叙利亚传递信号”。
很多国际分析人士相信这些美国政府的举措是意在重塑该地区的政治格局以帮助杰马耶勒政权并打击叙利亚及其黎巴嫩的盟友。确实，很多人认为美国政府是有一支试图通过武力维持在黎巴嫩影响力的外国势力，就像之前以色列和叙利亚所做的一样。
由于担心美国政府咄咄逼人的态度损害驻黎巴嫩多国部队的中立性并担心驻黎巴嫩多国部队内本国部队的安全，英国、法国和意大利政府表达了自己的关注，并坚持要求里根政府将美国驻当地部队的行动严格限定于保护黎巴嫩平民并停止支持杰马耶勒政府对本国居民持续的袭击。但是，里根政府拒绝妥协，并且在10月1日有一大批武器被运给黎巴嫩军队，这其中包括M48A5坦克和远程火炮。  除了武器支援外，美国还提供了持续的舰炮支援。新泽西号战列舰、约翰·罗杰斯号驱逐舰和弗吉尼亚号核动力巡洋舰驶到离海岸线不到2海里的地方，向贝鲁特周边的山区进行炮击。对于许多黎巴嫩的穆斯林来说，这仿佛是压死骆驼的最后一根稻草—任何关于美国在黎巴嫩内部冲突中维持“中立性”态度的幻想被近来局势的发展所完全消除，而驻黎巴嫩的多国部队很快发现他们将深陷敌意之中。

### 多国部队兵营爆炸事件
10月23日清晨，两枚自杀式汽车炸弹几乎同时在贝鲁特国际机场的美国海军陆战队军营和Ouzai区的法国伞兵军营被引爆，导致241名美军士兵和58名法国伞兵丧生。 什叶派激进组织“伊斯兰圣战者”宣称对此负责，并警告将发动更多袭击。
法国方面迅速作出回应，对贝卡谷地的“伊斯兰圣战者”的目标进行空袭。从“福熙”号航母起飞的“超军旗”战机对据怀疑藏有“伊斯兰阿迈勒”组织（该组织脱离自阿迈勒运动）的Nebi Chit和巴勒贝克附近的伊朗伊斯兰革命卫队基地进行报复，但未能击中目标。法军还攻击了乔福区的叙利亚陆军和德鲁兹派武装的阵地，而美国海军继续对贝鲁特附近的叙利亚和德鲁兹派的炮兵阵地进行炮击。

### 1983年11月—以色列的空袭
在当月，以色列空军频繁针对乔福区的敌军目标进行空袭。在11月21日，一架战机在Bhamdoun上空被地面炮火击落。

### 撤离Souk El Gharb和Deir el-Qamar
在12月初，德鲁兹派领导人瓦利德·琼卜拉特下令撤掉对Souk El Gharb和Deir el-Qamar的包围。这一举动表面上看是一个考虑到当地人道主义形势而做出的友善之举，并且琼卜拉特没有提任何附加条件。这两个地区自9月以来已经被切断与外界的联系，当地居民只能依靠每周一次的国际红十字会的食品和药品援助车队来度日。在12月15日，以色列方面开始帮助国际红十字会撤出这两个地区大约2500名黎巴嫩力量的民兵以及5000名平民。以色列国防军的装甲部队和机械化步兵为这次撤离提供掩护，这些难民撤往了以色列控制的阿瓦利河以南地区。  在撤离过程中局势一度非常紧张，德鲁兹派民兵挥舞着步枪，嘲弄被塞进以色列军用卡车的黎巴嫩力量民兵。这些人最终被以色列军舰通过赛达港运往贝鲁特附近的基督教徒控制区。
在贝鲁特西部，12月24日爆发了武装冲突。当时黎巴嫩政府军正试图占据那些被多国部队中法国军队撤离后留下的针对。德鲁兹派民兵和阿迈勒运动在持续5天的巷战后迫使受到重创的政府军撤到贝鲁特东部。

### 1984年1月的冲突
1月5日，黎巴嫩政府宣布一项试图将贝鲁特及其周边实现非军事化的计划获得以色列、叙利亚、黎巴嫩力量、阿迈勒运动和德鲁兹派武装的通过。但是该计划的实施因为贝鲁特及其周边乃至的黎波里持续的内部冲突而一再延后。
1月15日，零星冲突再次发生，这使得人们担心停火计划将再次流产。德鲁兹派的炮兵再次炮轰了基督教徒控制的贝鲁特西部以及贝鲁特国际机场附近的美国海军陆战队阵地，而之后阿迈勒运动和黎巴嫩政府军也加入到了冲突中。 而作为回应，美国海军再次炮击了贝鲁特周边山区的德鲁兹派炮兵阵地。

### 贝鲁特西部的陷落
2月1日，琼卜拉特最终宣布黎巴嫩政府的停火计划完全是在浪费时间，而他手下的德鲁兹派民兵与阿迈勒运动联合起来以准备攻占贝鲁特西部的黎巴嫩政府军阵地。虽然在Shiyah，黎巴嫩政府军被阿迈勒运动赶了出来，但是三天之后政府军联合黎巴嫩力量在贝鲁特西南郊区的什叶派聚居区发动了一次反攻，而德鲁兹派武装和阿迈勒运动在当天迅速作出回应，在市中心沿“绿线”一带以及几乎同时发起袭击，最终占领贝鲁特西部。

### 驻黎巴嫩多国部队的撤离
在遭遇一系列袭击之后，来自国会要求里根总统将军队撤出黎巴嫩的压力越来越大。2月7日里根总统下令1700名美国海军陆战队开始撤离。次日，新泽西号战列舰再次使用主炮提供火力支援，这次针对的是位于贝卡谷地的叙利亚及德鲁兹派武装的阵地。在这轮炮击中，新泽西号战列舰发射了288枚406毫米炮弹。有30枚炮弹击中了一处叙利亚指挥所，炸死了叙利亚驻黎巴嫩军队司令及多名高级军官丧生。在2月20日，意大利军队撤出黎巴嫩。随后在26日，美国海军陆战队撤出黎巴嫩。最后一批法国军队在3月31日撤出黎巴嫩。

## 后续-黎巴嫩内战的结束
1984年4月黎巴嫩民族联合政府成立后，由于各方对政治改革和重建军队等问题意见不一，各教派之间以及一些教派内部不断出现新的摩擦与分裂，局势更趋复杂。1985年9月初，叙利亚推动15个伊斯兰教派组织成立民族团结阵线，鼓动一些亲叙的知名人士要求阿明·杰马耶勒总统下台。黎巴嫩力量领导人荷拜卡在强大政治、军事压力下，接受叙的调解，于12月同伊斯兰教什叶派和德鲁兹派达成了结束内战、进行政治改革的协议，为全国和解带来了新的希望。
1989年3月14日，黎基督教强硬派人物米歇尔·奥恩发动“解放战争”，旨在将叙利亚军队赶出黎巴嫩。导致了以奥恩政府军及基督教民兵为一方，叙驻黎部队及穆斯林民兵为另一方的大规模冲突，造成5,000多人伤亡、数十万人逃离及10多亿美元的经济损失。为结束内战，在阿盟主持下，黎各教派首领1989年9月在沙特开会，通过全国和解的《塔伊夫协定》，但奥恩拒不承认黎新政府和当选总统。
1990年10月13日，趁着伊拉克出兵科威特、西方国家无暇顾及黎巴嫩之机，叙利亚政府支持的黎政府军在叙军坦克、飞机支援下攻入贝鲁特东区，击溃基督教军队，奥恩战败出走，残部投降。黎政府开始在全境行使权力至次年5月，除部分真主党武装外，黎各主要派别武装均撤出贝鲁特，交出武器并宣布解散。长达15年的黎巴嫩内战基本结束。
在黎巴嫩，迄今为止PSP依旧是一个活跃的政治党派，现领导人依旧是瓦利德·琼布拉特，该党派主要由德鲁兹派教徒支持和领导。

## 资料来源
1. ↑  Gordon, The Gemayels (1988), pp. 70–71.
2. ↑  O'Ballance, Civil War in Lebanon (1998), pp. 120–121.
3. ↑  O'Ballance, Civil War in Lebanon (1998), p. 122.
4. ↑  O'Ballance, Civil War in Lebanon (1998), p. 123.
5. ↑  Katz, Russel, and Volstad, Armies in Lebanon (1985), p. 34.
6. ↑  Guest, Lebanon (1994), p. 109.
7. ↑  O'Ballance, Civil War in Lebanon (1998), p. 128.
8. ↑  O'Ballance, Civil War in Lebanon (1998), p. 129.
9. ↑  Gordon, The Gemayels (1988), p. 66.
10. ↑  Gordon, The Gemayels (1988), p. 69.
11. ↑  Olivier Antoine and Raymond Ziffredi, BTR 152 & ZU 23, Steelmasters Magazine, October–November 2006 issue, pp. 48–55.
12. ↑  Jago Salmon, Massacre and Mutilation: Understanding the Lebanese Forces through their use of violence, Workshop on the ‘techniques of Violence in Civil War’, PRIO, Oslo, August 20–21, 2004, p. 10, footnote 19.
13. ↑  William E. Smith, Deeper into Lebanon, TIME Magazine, September 26, 1983.
14. ↑  O'Ballance, Civil War in Lebanon (1998), pp. 131–132.
15. ↑  Micheletti and Debay, La 10e Brigade Heliportée, RAIDS magazine (1989), p. 21 (box).
16. 1 2 3  Guest, Lebanon (1994), p. 111.
17. ↑  Gordon, The Gemayels (1988), pp. 75-76.
18. 1 2  Katz, Russel, and Volstad, Armies in Lebanon (1985), p. 35.
19. ↑  Helping to hold the Line, TIME Magazine, October 03, 1983.  http://www.time.com/time/magazine/article/0,9171,926225,00.html#ixzz1DVE9mpVA （页面存档备份，存于）
20. ↑  O'Ballance, Civil War in Lebanon (1998), p. 132.
21. ↑  Pivetta, Beyrouth 1983, la 3e compagnie du 1er RCP dans l'attentat du Drakkar, Militaria Magazine (2014), pp. 41-44.
22. ↑  O'Ballance, Civil War in Lebanon (1998), p. 133.
23. 1 2  O'Ballance, Civil War in Lebanon (1998), p. 134.
24. ↑  William E. Smith, Familiar Fingerprints, TIME Magazine, December 26, 1983, p. 7.
25. ↑  O'Ballance, Civil War in Lebanon (1998), pp. 134–135.
26. ↑  O'Ballance, Civil War in Lebanon (1998), p. 136.
27. ↑  William E. Smith, Murder in the University, TIME Magazine, January 30, 1984, pp. 14–15.

### 延伸阅读
- Paul Andary, War of the Mountain: Israelis, Christians and Druze in the 1983 Mount Lebanon Conflict Through the Eyes of a Lebanese Forces Fighter, 2012, ISBN 978-1-463-55637-2 (in English)
- Denise Ammoun, Histoire du Liban contemporain: Tome 2 1943-1990, Fayard, Paris 2005. ISBN 978-2-213-61521-9 (in French)
- Itamar Rabinovich, The war for Lebanon, 1970-1985, Cornell University Press, Ithaca and London 1989 (revised edition). ISBN 0-8014-9313-7
- Jean Sarkis, Histoire de la guerre du Liban, Presses Universitaires de France - PUF, Paris 1993. ISBN 978-2-13-045801-2 (in French)
- Samir Kassir, La Guerre du Liban: De la dissension nationale au conflit régional, Éditions Karthala/CERMOC, Paris 1994. (in French)